# Udava
Die Udava ist ein 38,3 km langer Fluss in der Ostslowakei und ein Nebenfluss des Laborec.
Sie entspringt im Gebirge Bukovské vrchy im Naturreservat Udava bei Osadné, nahe der Staatsgrenze zu Polen, auf einer Höhe von ca. 690 m n.m. und fließt anfangs nach Südwesten. Hinter Osadné wendet sich der Fluss nach Westen und befindet sich nun im Labortzer Bergland. Zwischen Nižná Jablonka und Papín ändert der Fluss seine Richtung nach Süden. Bei Adidovce erreicht die Udava das Ondauer Bergland, korrigiert kontinuierlich ihre Fließstrecke westwärts und mündet bei Udavské in den Laborec.